# Campeonato Catarinense de Futebol de 2011 - Divisão Especial
A Divisão Especial do Campeonato Catarinense de Futebol de 2011 foi a 25ª edição da Segundona do Catarinense, e contou com a participação de 10 equipes neste ano, sendo realizada entre os dias 20 de agosto e 3 de dezembro. O Camboriú sagrou-se o campeão e o Atlético de Ibirama o vice, conquistando, os dois, a vaga para a Divisão Principal de 2012.

## Equipes Participantes
| Equipe            | Município      | Em 2010         | Estádio                            | Capacidade | Títulos    |
| ----------------- | -------------- | --------------- | ---------------------------------- | ---------- | ---------- |
| Atlético Ibirama¹ | Ibirama        | 5º (Principal)  | Baixada                            | 6.000      | 1993, 2001 |
| Atlético Tubarão  | Tubarão        | 3º              | Estádio Domingos Silveira Gonzales | 3.500      | ---        |
| Camboriú          | Camboriú       | 7º              | Robertão                           | 3.000      | ---        |
| Caxias            | Joinville      | 1º (Acesso)     | Arena Joinville                    | 22.400     | 2002       |
| Guarani²          | Palhoça        | 2º (Acesso)     | Estádio Renato Silveira            | 5.000      | 2003       |
| Hercílio Luz      | Tubarão        | 5º              | Aníbal Costa                       | 10.000     | ---        |
| Joaçaba           | Joaçaba        | 8º              | Da Nova                            | 7.000      | 1992       |
| Juventus          | Jaraguá do Sul | 10º (Principal) | João Marcatto                      | 10.000     | ---        |
| Porto             | Porto União    | 9º              | Municipal Antiocho Pereira         | 7.000      | ---        |
| XV de Indaial     | Indaial        | 4º              | Gigante do Vale                    | 1.000      | ---        |

¹ Cedeu sua vaga na Divisão Principal de 2011 para a Chapecoense.
² Herdou a vaga do Próspera.

## Regulamento

### Primeira fase

#### Primeiro Turno
- Primeira fase: Os dez participantes jogam todos contra todos, em turno único. As 4 equipes que mais somarem pontos nessa etapa classificam-se para a segunda fase.
- Fase final: A semifinal e a final será disputada em partida única, com vantagem de empate para o clube de melhor campanha.

#### Segundo Turno
- Primeira fase: Os dez participantes jogam todos contra todos, em turno único. As 4 equipes que mais somarem pontos nessa etapa classificam-se para a segunda fase. A única diferença em relação ao Primeiro Turno é que o mando de campo será invertido.
- Fase final: A semifinal e a final será disputada em partida única, com vantagem de empate para o clube de melhor campanha. Se o campeão do Primeiro Turno conquistar o título, a segunda vaga para a grande final ficará com o segundo colocado na classificação geral (soma entre os dois turnos)

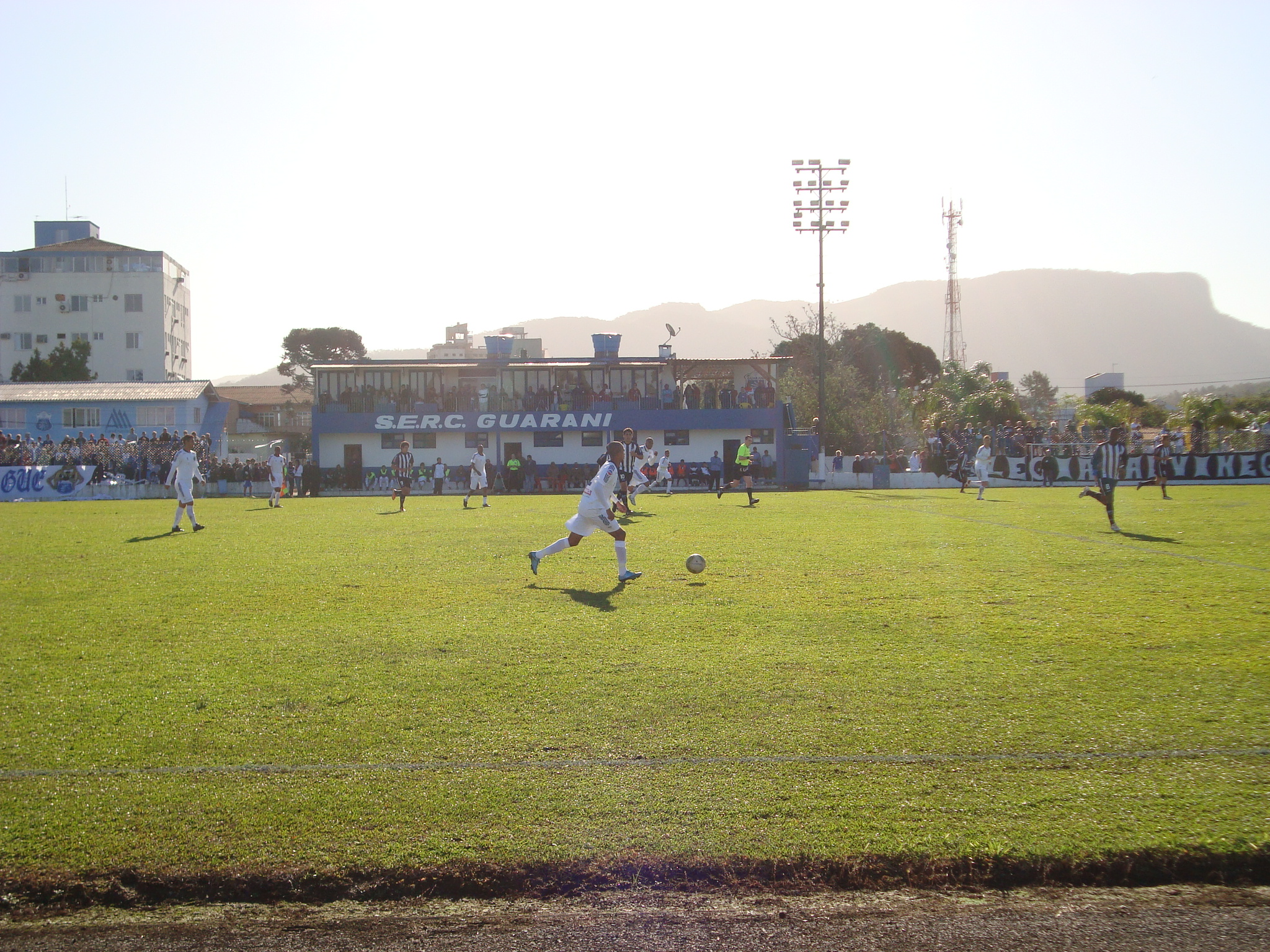
Jogo de abertura entre e no estádio Renato Silveira.

#### Critérios de desempate
Caso haja empate de pontos entre dois clubes, os critérios de desempates serão aplicados na seguinte ordem:
1. Número de vitórias
2. Saldo de gols
3. Gols marcados
4. Confronto direto
5. Número de cartoes vermelhos
6. Número de cartoes amarelos
7. Sorteio

### Final
A final foi disputada em duas partidas envolvendo os campeões do Primeiro Turno e do Segundo Turno (ou time de melhor índice técnico nas duas primeiras fases: turno e returno). O clube de melhor campanha teve direito a mando de campo no segundo jogo.

#### Critérios de desempate
1. Saldo de gols
2. Gols fora de casa (caso duas partidas não forem no mesmo estádio)
3. Desempenho na primeira fase

### Rebaixamento
O último clube na classificação geral, foi rebaixado para a Divisão de Acesso de 2012 (equivalente a terceira divisão de Santa Catarina).

## Primeira fase

### Turno
| 1 | Juventus         | 19 | 9 | 5 | 4 | 0 | 7  | 1  | +6  | 70,4 |
| 2 | Guarani          | 18 | 9 | 6 | 0 | 3 | 19 | 8  | +11 | 66,6 |
| 3 | Atlético Ibirama | 17 | 9 | 5 | 2 | 2 | 11 | 5  | +6  | 63   |
| 4 | Hercílio Luz     | 16 | 9 | 5 | 1 | 3 | 15 | 10 | +5  | 59,3 |
| 5 | Camboriú         | 16 | 9 | 5 | 1 | 3 | 12 | 10 | +2  | 59,3 |
| 6 | Atlético Tubarão | 16 | 9 | 5 | 1 | 3 | 10 | 9  | +1  | 59,3 |
| 7 | Porto            | 10 | 9 | 3 | 1 | 5 | 12 | 18 | -6  | 37   |
| 8 | XV de Indaial    | 7  | 9 | 2 | 1 | 6 | 11 | 14 | -3  | 25,9 |
| 9 | Joaçaba          | 5  | 9 | 1 | 2 | 6 | 8  | 20 | -12 | 18,5 |
| 10 | Caxias           | 3  | 9 | 0 | 3 | 6 | 6  | 16 | -10 | 11,1 |
| PG - pontos ganhos; J - jogos; V - vitórias; E - empates; D - derrotas; GP - gols pró; GC - gols contra; SG - saldo de gols; AP - aproveitamento em porcentagem |                  |    |   |   |   |   |    |    |     |      |

|  |                            |
|  | Classificado à Fase final. |

#### Fase final
|  | Semifinais          | Semifinais   | Semifinais | Semifinais |   |                     | Final | Final | Final | Final |
|  |                     |              |            |            |   |                     |       |       |       |       |
|  | Juventus de Jaraguá | 0            | 1          | 1          |   |                     |       |       |       |       |
|  | Hercílio Luz        | 3            | 0          | 3          |   |                     |       |       |       |       |
|  | Hercílio Luz        | 3            | 0          | 3          |   | Atlético de Ibirama | 0     | 3     | 3     |       |
|  |                     |              |            |            |   | Atlético de Ibirama | 0     | 3     | 3     |       |
|  |                     | Hercílio Luz | 1          | 1          | 2 |                     |       |       |       |       |
|  | Guarani de Palhoça  | Hercílio Luz | 1          | 1          | 2 | 0                   | 0     | 0     |       |       |
|  | Guarani de Palhoça  |              |            |            |   | 0                   | 0     | 0     |       |       |
|  | Atlético de Ibirama | 0            | 3          | 3          |   |                     |       |       |       |       |

### Returno
| 1 | Camboriú         | 20 | 9 | 6 | 2 | 1 | 17 | 5  | +12 | 74,1 |
| 2 | Atlético Ibirama | 20 | 9 | 6 | 2 | 1 | 16 | 5  | +11 | 74,1 |
| 3 | Atlético Tubarão | 18 | 9 | 5 | 3 | 1 | 18 | 6  | +12 | 66,7 |
| 4 | Hercílio Luz     | 17 | 9 | 5 | 2 | 2 | 13 | 5  | +8  | 63   |
| 5 | Porto            | 16 | 9 | 5 | 1 | 3 | 14 | 13 | +1  | 59,3 |
| 6 | XV de Indaial    | 14 | 9 | 4 | 2 | 3 | 14 | 11 | -3  | 51,8 |
| 7 | Guarani          | 10 | 9 | 3 | 1 | 5 | 9  | 14 | -5  | 37   |
| 8 | Juventus         | 7  | 9 | 2 | 1 | 6 | 13 | 18 | -5  | 25,9 |
| 9 | Caxias           | 5  | 9 | 1 | 2 | 6 | 9  | 21 | -12 | 18,5 |
| 10 | Joaçaba          | 1  | 9 | 0 | 1 | 8 | 6  | 30 | -24 | 3,7  |
| PG - pontos ganhos; J - jogos; V - vitórias; E - empates; D - derrotas; GP - gols pró; GC - gols contra; SG - saldo de gols; AP - aproveitamento em porcentagem |                  |    |   |   |   |   |    |    |     |      |

|  |                            |
|  | Classificado à Fase final. |

#### Fase final
|  | Semifinais          | Semifinais          | Semifinais | Semifinais |   |          | Final | Final | Final | Final |
|  |                     |                     |            |            |   |          |       |       |       |       |
|  | Camboriú            | 1                   | 1          | 2          |   |          |       |       |       |       |
|  | Hercílio Luz        | 1                   | 0          | 1          |   |          |       |       |       |       |
|  | Hercílio Luz        | 1                   | 0          | 1          |   | Camboriú | 0     | 1     | 1     |       |
|  |                     |                     |            |            |   | Camboriú | 0     | 1     | 1     |       |
|  |                     | Atlético de Ibirama | 2          | 1          | 3 |          |       |       |       |       |
|  | Atlético de Ibirama | Atlético de Ibirama | 2          | 1          | 3 | 2        | 2     | 4     |       |       |
|  | Atlético de Ibirama |                     |            |            |   | 2        | 2     | 4     |       |       |
|  | Tubarão             | 2                   | 0          | 2          |   |          |       |       |       |       |

## Confrontos
Para ler a tabela, a linha horizontal representa os jogos da equipe como mandante. A coluna vertical indica os jogos da equipe como visitante.
Jogos do Turno estão em vermelho e os jogos do Returno estão em azul.
|                  | ATI  | ATT | CAM  | CAX | GUA | HER | JOA | JUV | POR | XVI |
| ---------------- | ---- | --- | ---- | --- | --- | --- | --- | --- | --- | --- |
| Atlético Ibirama | —    | 0-0 | 2-0  | 1-0 | 0-1 | 0-1 | 4-0 | 3-0 | 1-0 | 3-0 |
| Atlético Tubarão | 0-1  | —   | 1-2  | 1-0 | 3-2 | 0-1 | 8-1 | 2-1 | 3-2 | 3-1 |
| Camboriú         | 0-2  | 0-1 | —    | 3-1 | 4-1 | 1-0 | 1-0 | 1-1 | 5-0 | 3-2 |
| Caxias           | 0-1  | 1-1 | 0-0  | —   | 0-1 | 1-3 | 1-1 | 0-0 | 2-2 | 1-5 |
| Guarani          | 0-1  | 0-2 | 0-1  | 3-0 | —   | 0-2 | 6-1 | 0-1 | 2-3 | 1-0 |
| Hercílio Luz     | 1-1  | 0-0 | 0-3  | 3-0 | 1-2 | —   | 1-0 | 4-0 | 5-0 | 2-1 |
| Joaçaba          | 0-3* | 3-1 | 0-3* | 2-5 | 0-2 | 2-2 | —   | 0-1 | 1-1 | 1-3 |
| Juventus         | 0-0  | 0-0 | 1-2  | 6-1 | 1-1 | 1-0 | 3-1 | —   | 2-0 | 1-3 |
| Porto            | 4-1  | 0-1 | 3-0  | 2-1 | 1-4 | 1-2 | 2-1 | 1-0 | —   | 2-0 |
| XV de Indaial    | 3-3  | 0-1 | 0-0  | 2-1 | 1-2 | 2-0 | 3-0 | 0-1 | 0-2 | —   |

*Placar do jogo definido por W.O.

## Classificação geral
| 1 | Atlético Ibirama | 37 | 18 | 11 | 4 | 3  | 27 | 10 | +17 | 68,5 |
| 2 | Camboriú         | 36 | 18 | 11 | 3 | 4  | 29 | 15 | +14 | 66,7 |
| 3 | Atlético Tubarão | 34 | 18 | 10 | 4 | 4  | 28 | 15 | +13 | 63   |
| 4 | Hercílio Luz     | 33 | 18 | 10 | 3 | 5  | 28 | 15 | +13 | 61,1 |
| 5 | Guarani          | 28 | 18 | 9  | 1 | 8  | 28 | 22 | +6  | 51,8 |
| 6 | Porto            | 26 | 18 | 8  | 2 | 8  | 26 | 31 | -5  | 48,1 |
| 7 | Juventus         | 26 | 18 | 7  | 5 | 6  | 20 | 19 | +1  | 48,1 |
| 8 | XV de Indaial    | 17 | 18 | 5  | 2 | 11 | 24 | 29 | -5  | 31,5 |
| 9 | Caxias           | 8  | 18 | 1  | 5 | 12 | 15 | 37 | -22 | 14,8 |
| 10 | Joaçaba          | 6  | 18 | 1  | 3 | 14 | 14 | 50 | -36 | 11,1 |
| PG - pontos ganhos; J - jogos; V - vitórias; E - empates; D - derrotas; GP - gols pró; GC - gols contra; SG - saldo de gols; AP - aproveitamento em porcentagem |                  |    |    |    |   |    |    |    |     |      |

|  |                                                                                  |
|  | Campeão da Divisão Especial de 2011 e Classificação à Divisão Principal de 2012. |
|  | Classificação à Divisão Principal de 2012.                                       |
|  | Rebaixado à Divisão de Acesso de 2012.                                           |

## Desempenho por Rodada
Clubes que lideraram a classificação geral ao final de cada rodada:
| 1   | 1   | 1   | 2   | 3   | 4   | 5   | 6   | 7   | 8   | 9   | 10  | 11  | 12  | 13  | 14  | 15  | 16  | 17  | 18  |
| AIB | GUA | POR | AIB | AIB | HER | HER | AIB | AIB | GUA | JUV | GUA | CAM | CAM | CAM | CAM | HER | AIB | AIB | AIB |

Clubes que ficaram na última posição da classificação geral (fase inicial) ao final de cada rodada:
| 1   | 1   | 1   | 2   | 3   | 4   | 5   | 6   | 7   | 8   | 9   | 10  | 11  | 12  | 13  | 14  | 15  | 16  | 17  | 18  |
| CAM | CAX | JOA | JOA | CAX | CAX | CAX | JOA | JOA | CAX | CAX | CAX | CAX | CAX | JOA | JOA | JOA | JOA | JOA | JOA |

## Final
O time de melhor campanha na classificação geral, teve o direito do mando de campo na segunda partida da final, além da vantagem do resultado de empate ao final dos critérios de desempate.

### Ida
| 30 de novembro de 2011 | Camboriú                                                            | 4 x 1  | Atlético de Ibirama | Estádio Robertão, Camboriú         |
| 20h30                  | Thiago Silva 16' · Juninho Tardelli 50' · Mailson 76' · Douglas 79' | Súmula | Adriano 44'         | Público: 284 Árbitro: Célio Amorim |

### Volta
| 3 de dezembro de 2011 | Atlético de Ibirama    | 2 x 2  | Camboriú                                | Estádio Baixada, Ibirama                        |
| 16h00                 | Rogério 20' · Jajá 81' | Súmula | 45' Thiago Silva · 87' Juninho Tardelli | Público: 544 Árbitro: Rodrigo D'Alonso Ferreira |

### Classificação
| 1 | Camboriú         | 4 | 2 | 1 | 1 | 0 | 6 | 3 | +3 |
| 2 | Atlético Ibirama | 1 | 2 | 0 | 1 | 1 | 3 | 6 | -3 |
| PG - pontos ganhos; J - jogos; V - vitórias; E - empates; D - derrotas; GP - gols pró; GC - gols contra; SG - saldo de gols |                  |   |   |   |   |   |   |   |    |

|  | |
|  | Campeão Catarinense da Divisão Especial de 2011 e classificado à Divisão Principal do Campeonato Catarinense de 2012 e à Copa Santa Catarina de 2012. |
|  | Classificado à Divisão Principal do Campeonato Catarinense de 2012 e à Copa Santa Catarina de 2012.                                                   |

| Campeão  | Vice-Campeão        | Jogo 1 | Jogo 2 |
| -------- | ------------------- | ------ | ------ |
| Camboriú | Atlético de Ibirama | 4 X 1  | 2 X 2  |

## Campeão geral
| Campeonato Catarinense de 2011 - Divisão Especial |
| ------------------------------------------------- |
| CAMBORIÚ 1º Título                                |

## Principais Artilheiros[1]
Atualizado em 5 de dezembro às 17:23 UTC-3
| Gols | Jogador          | Clube               |
| ---- | ---------------- | ------------------- |
| 13   | Adriano          | Atlético de Ibirama |
| 13   | Giba             | Hercílio Luz        |
| 10   | Thiago Silva     | Camboriú            |
| 9    | Matozinho        | XV de Indaial       |
| 9    | Max              | Juventus de Jaraguá |
| 8    | Pezão            | Tubarão             |
| 6    | João Leandro     | Porto-SC            |
| 6    | Rafael Costa     | Atlético de Ibirama |
| 6    | Uederson         | Hercílio Luz        |
| 5    | Danilo           | XV de Indaial       |
| 5    | Itauê            | Guarani de Palhoça  |
| 5    | Maicon           | Atlético de Ibirama |
| 5    | Maurinho         | XV de Indaial       |
| 5    | Rodrigo          | Camboriú            |
| 5    | Santos           | Tubarão             |
| 4    | Cristian         | Guarani de Palhoça  |
| 4    | Edvânio          | Tubarão             |
| 4    | Ildemar          | Guarani de Palhoça  |
| 4    | Juninho Tardelli | Camboriú            |
| 4    | Queiroz          | Joaçaba             |
| 4    | Rincon           | Atlético de Ibirama |
| 3    | André Ricardo    | Tubarão             |
| 3    | Danilo           | Juventus de Jaraguá |
| 3    | Elton Braga      | Joaçaba             |
| 3    | Eudes            | Porto-SC            |
| 3    | Laion            | Guarani de Palhoça  |
| 3    | Maicon           | Porto-SC            |
| 3    | Thiago Maestri   | Guarani de Palhoça  |
| 3    | Tom              | Hercílio Luz        |
| 2    | Adalgiso         | Caxias-SC           |
| 2    | Allan            | Porto-SC            |
| 2    | Anderson Lobão   | Tubarão             |
| 2    | Berg             | Joaçaba             |
| 2    | Catão            | XV de Indaial       |
| 2    | Cristiano        | Porto-SC            |
| 2    | Daniel Fontes    | XV de Indaial       |
| 2    | Douglas          | Camboriú            |
| 2    | Elias            | Camboriú            |
| 2    | Franciscatti     | Porto-SC            |
| 2    | Ítalo            | Camboriú            |
| 2    | Jairo            | Juventus de Jaraguá |
| 2    | Jhonatan         | Guarani de Palhoça  |
| 2    | Júlio César      | Guarani de Palhoça  |
| 2    | Leandrinho       | Porto-SC            |
| 2    | Mailson          | Camboriú            |
| 2    | Mazinho          | Tubarão             |
| 2    | Michael          | Atlético de Ibirama |
| 2    | Michell Nunes    | Hercílio Luz        |
| 2    | Moacir           | Caxias-SC           |
| 2    | Roberto          | Juventus de Jaraguá |
| 2    | Rodolfo          | Camboriú            |
| 2    | Rogério          | Atlético de Ibirama |
| 2    | Tharle           | Porto-SC            |
| 2    | Tiaguinho        | Hercílio Luz        |
| 2    | Vitor Hugo       | Atlético de Ibirama |

## Goleiro menos vazado
| #                                        | Média  | Goleiro      | Time                | JO | GS |
| ---------------------------------------- | ------ | ------------ | ------------------- | -- | -- |
| 1º                                       | 0,2352 | Edmar        | Atlético de Ibirama | 17 | 4  |
| 2º                                       | 0,3333 | Gabriel      | Camboriú            | 15 | 5  |
| 3º                                       | 0,3888 | Paulo Sérgio | Atlético de Ibirama | 18 | 7  |
| 4º                                       | 0,5000 | Silvonei     | Hercílio Luz        | 6  | 3  |
| 5º                                       | 0,6666 | Alecxan      | Camboriú            | 15 | 10 |
| 6º                                       | 0,7142 | Dalton       | Hercílio Luz        | 14 | 10 |
| 7º                                       | 0,8000 | Mateus       | Caxias-SC           | 10 | 8  |
| 8º                                       | 0,8333 | Rodrigo      | Guarani             | 6  | 5  |
| 9º                                       | 0,8750 | Rodrigão     | Tubarão             | 16 | 14 |
| 10º                                      | 0,9375 | André        | Guarani             | 16 | 15 |
| JO - número de jogos; GS - gols sofridos |        |              |                     |    |    |

## Maiores públicos
Atualizado em 10 de novembro às 16:24 UTC-3
| Nº | Público* | Mandante            | Placar | Visitante           | Estádio                            | Data           |
| -- | -------- | ------------------- | ------ | ------------------- | ---------------------------------- | -------------- |
| 1  | 2.398    | Hercílio Luz        | 0–0    | Tubarão             | Estádio Aníbal Costa               | 2 de novembro  |
| 2  | 2.259    | Hercílio Luz        | 1–0    | Atlético de Ibirama | Estádio Aníbal Costa               | 5 de outubro   |
| 3  | 1.001    | Tubarão             | 0–1    | Hercílio Luz        | Estádio Domingos Silveira Gonzales | 18 de setembro |
| 4  | 867      | Atlético de Ibirama | 0–1    | Hercílio Luz        | Estádio da Baixada                 | 25 de setembro |
| 5  | 867      | Hercílio Luz        | 3–0    | Juventus de Jaraguá | Estádio Aníbal Costa               | 28 de setembro |

*Considera-se apenas o público pagante.
Obs.:O critério de desempate é o jogo de data anterior.

## Média de público
Essas são as médias de público do Campeonato. Considera-se apenas os jogos da equipe como mandante:
| Nº | Média* | Mandante            | Jogos |
| -- | ------ | ------------------- | ----- |
| 1  | 840,1  | Hercílio Luz        | 12    |
| 2  | 300,2  | Camboriú            | 12    |
| 3  | 286,2  | Tubarão             | 10    |
| 4  | 274,9  | Atlético de Ibirama | 13    |
| 5  | 188,0  | Porto-SC            | 9     |

| Nº | Média* | Mandante            | Jogos |
| -- | ------ | ------------------- | ----- |
| 6  | 167,8  | Juventus de Jaraguá | 10    |
| 7  | 142,6  | Joaçaba             | 7     |
| 8  | 132,3  | Guarani de Palhoça  | 10    |
| 9  | 124,4  | XV de Indaial       | 9     |
| 10 | 87,9   | Caxias-SC           | 9     |

* Considera-se apenas o público pagante. Os jogos em que aconteceram W.O., não foram considerados.

## Trivias
- Antes mesmo de iniciar a competição, mais especificamente no dia 7 de julho de 2011, o Esporte Clube Próspera decidiu parar com suas atividades durante um ano, devido a uma dívida com a Federação Catarinense de Futebol.[2] Com isso, o Guarani de Palhoça que foi o vice-Campeão do Campeonato Catarinense Divisão de Acesso de 2010, foi incluído na Divisão Especial na vaga em aberto.[3]

- A Chapecoense, apesar de ter sido rebaixada da Divisão Principal de 2010, herdou a vaga em 2011 devido a desistência do Atlético de Ibirama de disputar a competição.[4][5] Com isso, o Atlético voltou a disputar a Divisão Especial.

- A Divisão Especial do Campeonato Catarinense de 2011, que era para iniciar no dia 6 de agosto com o jogo entre Guarani de Palhoça e Caxias-SC no estádio Renato Silveira em Palhoça, teve seu início adiado pela Federação Catarinense de Futebol. O motivo é que os 10 clubes participantes não entregaram os laudos de seus estádios de forma adequada. Foi marcada uma reunião para o dia 5 de agosto, aonde foi definida uma nova data para o início do campeonato.[6][7] A nova data que ficou estabelecida na reunião, foi 20 de agosto. Ficou estabelecido também, que toda a tabela de confrontos seria mantida.[8]

- Já na primeira rodada do campeonato acontece o primeiro W.O.. O jogo marcado para o dia 21 de agosto às 15:30 horas entre Joaçaba e Atlético de Ibirama, não ocorreu pois a Polícia Militar não emitiu a liberação do Estádio Oscar Rodrigues da Nova aonde o Joaçaba manda seus jogos. Foi proposta a alteração de data da partida, mas a Federação Catarinense de Futebol e o Atlético de Ibirama não aceitaram. Com isso, o time de Ibirama foi declarado vencedor da partida pelo placar de 3 a 0.[9]

- A sexta rodada do campeonato que era para acontecer no final de semana dos dias 10 e 11 de setembro, foi adiada para o dia 14 de setembro, devido ao mau tempo e as enchurradas que ocorreram por todo o estado de Santa Catarina.[10][11]

- No dia 15 de setembro, dias antes de acontecerem os jogos pela 7ª rodada do turno do campeonato, a Federação Catarinense de Futebol anuncia a suspensão do Juventus de Jaraguá devido a débitos com a Federação não honrados.[12] A explicação do clube para o fato, é que o cheque dado à Federação para a quitação da divida não teria fundo, mas que quitaria a divida até o final da tarde do mesmo dia da suspensão para regularizar a situação.[13] A promessa foi cumprida por parte do clube e, em menos de 24 horas, a suspensão foi revogada e o Juventus foi reintegrado à competição.[14]

- Na última rodada do Returno aconteceu mais um W.O., e novamente com o Joaçaba. Dias antes da partida contra o Camboriú, os jogadores do time já haviam anunciado que não participariam do jogo pois seus salários estavam atrasados.[15] Com isso, o Camboriú foi declarado vencedor da partida pelo placar de 3 a 0.[16]